# 拼音
拼音（ピンイン、拼音: pīnyīn、英語: pinyin）は、中国語の発音記号。ピン音とも表記される。音節を音素文字に分け、ラテン文字化して表記する発音表記体系である。1958年より中華人民共和国の制定するところの漢語拼音（かんごピンイン、拼音: Hànyǔ Pīnyīn, ハンユーピンイン）とそれに基づく文字・漢語拼音字母がある。当初は、将来的に漢字に代わる中国語の文字として位置づけられていた。
また、中国大陸とは異なる通用拼音のような拼音もあり、ウェード式、イェール式などの他のラテン文字による表記法も中国語では拼音と称することがある。「漢語拼音」の名称は、それらと特に区別する必要がある場合に用いられる。

## 概要
1958年の漢語拼音方案成立以来、中華人民共和国では拼音を中国語の唯一の表音方式として強力に推進している。
もとの漢語拼音方案はごく簡単なものだったが、分かち書きや大文字・小文字の使い分けなどの細則が1996年に GB/T 16159 「漢語拼音正詞法基本規則」として制定された（2012年改定）。また、人名の拼音による表記については、2012年の GB/T 28039 で定義されている。
中国以外では長らくウェード・ジャイルズ式などが使われてきたが、1977年には国際連合の地名標準化会議で中国の地名を拼音によって記載することを決定した。また、1982年には国際標準化機構も拼音を ISO 7098 として採用した。現在ではラテンアルファベットを使う諸言語の新聞・書籍などで、中国の固有名詞はほとんど拼音で表記するようになっている。
一方、政治体制が異なる台湾（中華民国）では、標準中国語（国語）の発音表記体系として、漢語拼音ではなく注音符号が使用されてきた。固有名詞を中心としたローマ字表記としては長らくウェード式を用いてきた。ほかに、国語ローマ字（1928年公布）、国語注音符号第二式（1984年公布）もあった。1998年にはさらに通用拼音が考案され、漢語拼音と通用拼音のどちらを採用するかをめぐって関連当局間でも同意を得られない状態が続いたが、最終的に2009年1月1日、公式に漢語拼音を採用した。ただし都市名等の「台北、Taipei」や「高雄、Kaohsiung」のようなウェード式表記や、「基隆、Keelung」のような非北京語音を基にした表記など、国際的に定着しているものについては変更していない（仮にこれらを漢語拼音にするなら、Taibei、Gaoxiong、Jilong となる）。

## 表記
拼音には v を除く25文字のラテン文字が使われる。ほかに ü, ê と声調符号が使われる。

### 声母（音節頭子音）
セル内に太字で拼音を、角括弧内に国際音声字母を示した。
|            |            | 唇     | 歯茎    | 反り舌   | 歯茎硬口蓋 | 軟口蓋 |
| ---------- | ---------- | ------ | ------- | -------- | ---------- | ------ |
| 破裂音     | 無声無気音 | b [p]  | d [t]   |          |            | g [k]  |
| 破裂音     | 無声有気音 | p [pʰ] | t [tʰ]  |          |            | k [kʰ] |
| 鼻音       | 鼻音       | m [m]  | n [n]   |          |            |        |
| 破擦音     | 無声無気音 |        | z [t͡s]  | zh [ʈ͡ʂ]  | j [t͡ɕ]     |        |
| 破擦音     | 無声有気音 |        | c [t͡sʰ] | ch [ʈ͡ʂʰ] | q [t͡ɕʰ]    |        |
| 摩擦音     | 摩擦音     | f [f]  | s [s]   | sh [ʂ]   | x [ɕ]      | h [x]  |
| 側面接近音 | 側面接近音 |        | l [l]   | r [ɻ~ʐ]  |            |        |

| 声母の順序は、 | b p m f | d t n l | g k h | j q x | zh ch sh r | z c s | である。 |

漢字に添えてその発音を示すときは、綴りを短くするため、zh ch sh を ẑ ĉ ŝ と省略することができることになっているが、現実の使用例はほとんどない。

### 韻母
セル内の1段目には国際音声記号を、2段目には声母がなく韻母だけで構成される形の拼音を、3段目には声母と組み合わされる形の拼音を示した。
|      |     | 尾音          | 尾音           | 尾音        | 尾音          | 尾音           | 尾音          | 尾音           | 尾音           | 尾音              | 尾音             | 尾音           | 尾音             |
| ∅    | ∅   | ∅             | /i/            | /i/         | /u/           | /u/            | /n/           | /n/            | /ŋ/            | /ŋ/               | /ŋ/              |                |                  |
| ---- | --- | ------------- | -------------- | ----------- | ------------- | -------------- | ------------- | -------------- | -------------- | ----------------- | ---------------- | -------------- | ---------------- |
| 介音 | ∅   | [ʐ̩], [z̩] -i 3 | [ɤ] e -e       | [ä] a -a    | [ei] ei -ei   | [ai] ai -ai    | [ou] ou -ou   | [ɑu] ao -ao    | [ən] en -en    | [an] an -an       | [ʊŋ] -ong        | [ɤŋ] eng -eng  | [ɑŋ] ang -ang    |
| 介音 | /i/ | [i] yi -i     | [iɛ] ye -ie    | [iä] ya -ia |               |                | [iou] you -iu | [iɑu] yao -iao | [in] yin -in   | [iɛn] yan -ian    | [iʊŋ] yong -iong | [iŋ] ying -ing | [iɑŋ] yang -iang |
| 介音 | /u/ | [u] wu -u     | [uo] wo -uo 2  | [uä] wa -ua | [uei] wei -ui | [uai] wai -uai |               |                | [uən] wen -un  | [uan] wan -uan    |                  | [uɤŋ] weng     | [uɑŋ] wang -uang |
| 介音 | /y/ | [y] yu -ü 1   | [yɛ] yue -üe 1 |             |               |                |               |                | [yn] yun -ün 1 | [yɛn] yuan -üan 1 |                  |                |                  |

1. ü は、j, q, x の後では u と表記する。
2. uo は、b, p, m, f の後では o と表記する。現在は表記どおり bo, po, mo, fo は[-o]と発音することが多い。
3. -i は zh, ch, sh, r（[ʐ̩]または[ɨ]）や z, c, s（[z̩]または[ɯ]）のそのままの舌の構えで出される音を表す。したがって、これらの声母に伴って使われ、単独で発音されない。

漢字に添えてその発音を示すときは、綴りを短くするため、ng を ŋ と省略することができることになっているが、実際の使用例はほとんどない。

#### erと児化音
「而」や「二」などの音 [ɚ] は er と表記する。
児化した音節については、児化する前の形で表記して、その後ろに r を付ける。

#### ê, m, n, ng
あまり多くないが、間投詞として ê /e/ が現れる。漢字では「欸・诶」と書く。
m, n, ng が母音なしで音節をなすことがある。ḿ m̀ ń ň ǹ ńg ňg ǹg hm hng など。

### 声調
|      | 第一声 | 第二声 | 第三声 | 第四声 | 軽声             |
| ---- | ------ | ------ | ------ | ------ | ---------------- |
| 拼音 | ˉ      | ˊ      | ˇ      | ˋ      | ˙ （使用しない） |

軽声には声調符号を付けない。
ê, m, n の上にも声調符号がつき得る。
第二声を表す記号は正確には右上に向かう（左下が太く右上が細くなる）記号であり、ヨーロッパ系諸言語で用いられるアキュートアクセント記号とは向きが違うが、Unicode および UCS の文字コードでは区別されていない。通常、中国語書体ではアキュートを左下から右上に向かうデザインにしている。

#### 声調符号の位置
声調符号は主母音の上につける。つまり、複数の母音字があった場合は a に、a がなければ e か o の上につける。主母音が省略されている -iu は後の u のほうに、-ui には i のほうにつける。

#### 声調が変化する場合
第三声が連続する場合に、最後の一つ以外は第二声に変化するが、声調符号は変化しない。（ただし一部の辞典では実際の発音を表示している。）
例えば「你好、nǐ hǎo」は両方とも第三声なので、前の「你」が第二声に変化するが、表記上は本来の声調で書かれる。
数詞の「一、yī」、「七、qī」、「八、bā」の後に音節が続く場合、および否定副詞「不、bù」 の後に音節が続く場合、それぞれ「yíまたはyì, qí, bá, bú」と発音する場合があるが、その場合も本来の声調で表記する。ただし、語学用の書籍では、変化した発音を載せてもよいとされている。

#### 辞書の配列
辞書は拼音表記によるアルファベット順で排列される。部首と画数から検索可能な索引が付される。

## 区切り符号
a, o, e の文字で始まる音節が他の音節の後に続くとき、もし音節の切れ目に混交が起きる場合は隔音符号「ʼ」を用いて区切る。
- 例：「皮襖/皮袄、píʼǎo」 ≠ 「朴/朴、piáo」

ただし、その間で改行する場合は、アポストロフィは省略される。中華人民共和国のパスポートの姓名表記でもアポストロフィは省略される。
二つ以上の音節からなる略語、範囲を示す語、対等関係の語を並べた語、二つずつに分解して理解すべき四字熟語などでは、語の間に「-」（ハイフン）を入れてつなげる場合がある。「中国語では日本語のように一つの音節に複数の語が詰まっていることがない」という特徴にもとづく。
- 例：「環保/环保、huán-bǎo」（環境保護）、「五六天、wǔ-liù tiān」（五六日）、「陸海空軍/陆海空军、lù-hǎi-kōngjūn」（陸海空軍）、「愛憎分明/爱憎分明、àizēng-fēnmíng」（愛憎分明）

離合詞では、jiàn//miàn のように//を入れて表記する辞書もある。

## 分かち書き
拼音では単語を単位とし、分かち書きを行う規則になっているが、どこまでを一区切りとすべきか判断に困る場合も多いため、『漢語拼音正詞法基本規則』というガイドラインが1988年に示されている。大文字で書くべき固有名詞の例や、上記のハイフンによる結合の例なども示している。
- 例：「中華人民共和國/中华人民共和国、Zhōnghuá Rénmín Gònghéguó」（中華人民共和国）、「各國/各国、gè guó」（各国）、「非金屬/非金属、fēijīnshǔ」（非金属）、「泰山、Tài Shān」（泰山）、「梅蘭芳/梅兰芳、Méi Lánfāng」（梅蘭芳）、「中山服、zhōngshānfú」（人民服）、「進行了/进行了、jìnxíngle」（進行した）、「寫得不好/写得不好、xiě de bù hǎo」（下手に書く）。

## コンピュータ上での取り扱い
中国の基本文字セット GB 2312 や、2000年に制定された日本の拡張文字セット JIS X 0213 には、漢語拼音で用いられる声調符号付きラテン文字が含まれる。
声調符号のついたラテン文字を含む書体の使えない環境で中国語の拼音を書く際には、声調は通常無視される。非母語話者の中国語初学者などのように声調が必要な場合は、音節の後に声調の番号を振って示すことがある。例えば Wǒ shì Rìběn rén（我是日本人、私は日本人です）と書く代わりに Wo3 shi4 Ri4ben3 ren2 と書く。
「ü」の字が使えない場合 v で代用することがある。

### 拼音入力
拼音は漢字入力方式としても使われる。この場合は v のキーに ü が割り当てられていることが多い。なお入力時には声調の違いは無視される場合が多い。
多くの拼音入力は短縮入力をサポートしている（zg で「中国」に変換されるなど）。

## jピンイン
陳淑梅 (2011) は、中国語の音節と片仮名とが1対1に対応する表記法として「jピンイン」を考案した。中国語の知識がない日本人が片仮名を実際に発音して、中国人が正しく聞き取れるかどうかをテストしている。jピンインの音節対応表（Microsoft Excel のファイル）も公表されている。